# Gem Archer
Colin Murray Archer, também conhecido como Gem Archer (Durham, 7 de dezembro de 1966) é um guitarrista inglês, ex-membro das bandas inglesas Beady Eye e Oasis e atualmente membro da Noel Gallagher's High Flying Birds.
É amigo pessoal de Noel Gallagher. Com a saída de Paul Arthurs, Noel o chamou. Ao longo do tempo foi conquistando mais espaço no Oasis, chegando a escrever canções, como no álbum Heathen Chemistry, para o qual compôs "Hung in a Bad Place", e no Don't Believe the Truth, em que compôs "A Bell Will Ring" e "Eyeball Tickler". Contribuiu com a canção "To Be Where There's Life" no último disco da banda, Dig Out Your Soul. Já com o Beady Eye, Gem Archer se destaca por ter composto a letra de "The Roller".